# Dow Olefinverbund

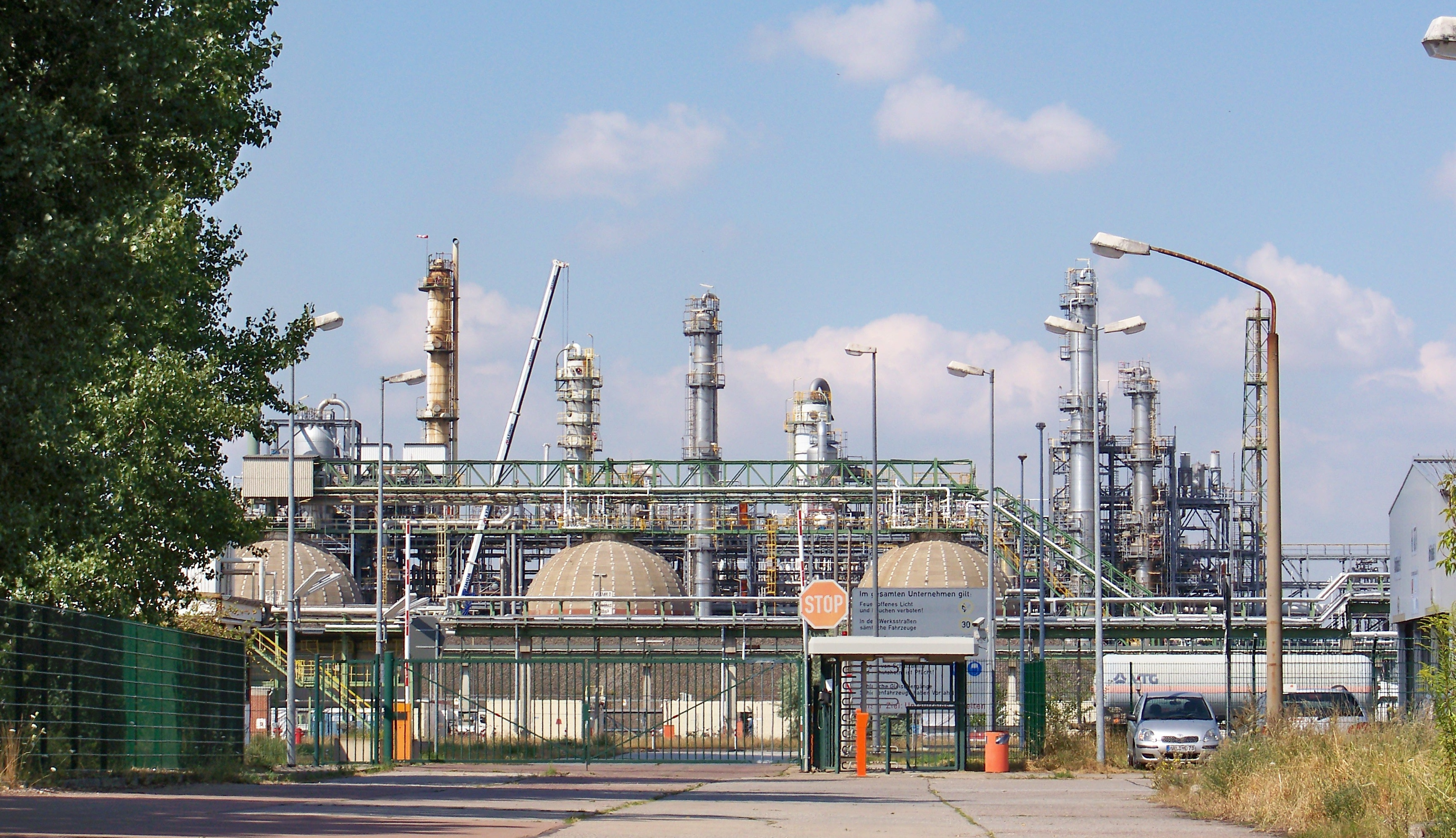
Werkstor am Standort Schkopau

Die Dow Olefinverbund GmbH mit Sitz in Schkopau, Sachsen-Anhalt ist ein Tochterunternehmen des US-amerikanischen Chemiekonzerns Dow, Inc.

## Geschichte

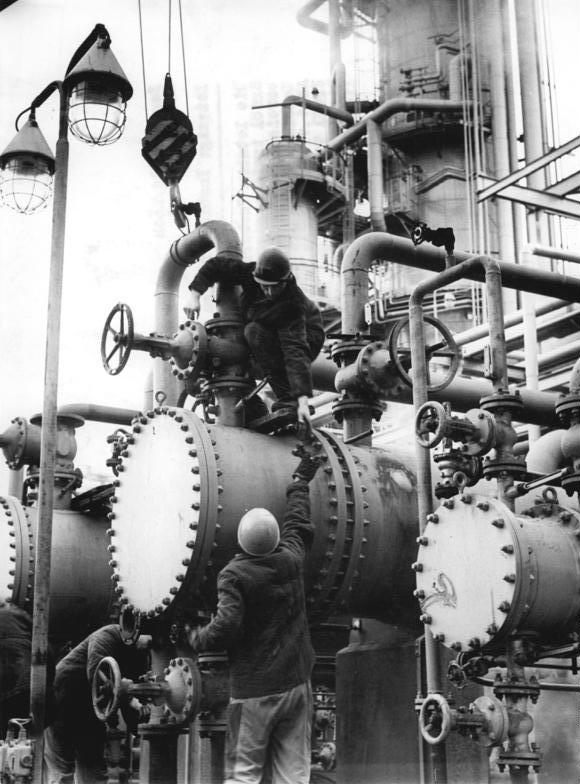
Das Kombinat „Otto Grotewohl“ in Böhlen nahm 1967 die Erdölverarbeitung auf.

Die Gesellschaft ist 1995 aus der Privatisierung der Buna-Werke, der SOW Sächsischen Olefinwerke Böhlen und Teilen der Leunawerke hervorgegangen.
Als letzte große Privatisierung der Treuhandanstalt wurde der Olefinverbund aus den drei Standorten Buna, Leuna und Böhlen gebildet. Dabei waren der Standort Buna und die Polyethylen-Fabrik in Leuna auf den Ethylen-Cracker in Böhlen als Zulieferer angewiesen, sodass der Verbund in einem Unternehmen die günstigste Lösung war.
In einem ersten Schritt 1995 wurden 80 % des unter BSL (für Buna SOW Sächsische Olefinwerke Böhlen Leuna) GmbH firmierenden Unternehmens an Dow Chemical verkauft. Die restlichen 20 % verblieben bei der Bundesanstalt für vereinigungsbedingte Sonderaufgaben (BvS) als Nachfolgerin der Treuhandanstalt.
Erst nach umfangreichen Arbeiten auf den Betriebsgeländen zur Sanierung und Abbruch von Produktionsgebäuden, Ertüchtigung der ober- und untertägigen Infrastruktur und Sanierung von Umweltaltlasten übernahm Dow im Jahr 2000 von der BvS auch die restlichen Anteile.
Zusammen mit der Subventionierung von Strompreisen, Kosten für die Weiterbildung der etwa 2000 übernommenen Mitarbeiter und der Übernahme von Anlaufverlusten sollen die Kosten für die Privatisierung rund 9,5 Milliarden DM betragen haben, die von der EU als Beihilfen gewährt wurden.
Die Firma Dow Olefinverbund GmbH ist mit rund 1630 Mitarbeitern eines der größeren Unternehmen in Sachsen-Anhalt. Dow Chemical betreibt darüber hinaus an allen Standorten Industrieparks, an denen sich Zulieferer, Weiterverarbeiter und Logistikfirmen angesiedelt haben.
Die mitteldeutschen Werke Schkopau, Böhlen, Leuna und Teutschenthal sind für den Austausch von chemischen Grundstoffen durch ein Rohrnetz verbunden. Das Rohrnetz hat eine Gesamtlänge von 1.300 km: auch der norddeutsche Raum mit dem Dow Werk Stade und das Dow Terminal im Seehafen Rostock sind damit verbunden.
Im Werk Böhlen befindet sich das „Herzstück“ des Olefinverbundes – der sogenannte Cracker. Aus Rohbenzin werden im Cracker mittels Cracken Ethylen und Propylen (Monomere für die Polymerisation zu Thermoplasten) hergestellt, die u. a. in Böhlen zu Ausgangsstoffen für Hygieneartikel oder Produkte im Bauwesen sowie am Standort Schkopau und Leuna u. a. zu Kunststoffen weiterverarbeitet werden.
Die Werke Schkopau und Böhlen wurden am 9. Oktober 2019, mit Beschluss des Amtsgerichts Merseburg vom 1. Oktober 2019, durch einen Pfändungs- und Überweisungsbeschluss gepfändet. Dies erfolgte, weil der US-Mutterkonzern Dow Chemical den Verpflichtungen gegenüber 1245 Bananenbauern nicht nachgekommen war. Die Bauern waren durch ein Pestizid mit dem Wirkstoff DBCP geschädigt worden.